# Vana Tallinn

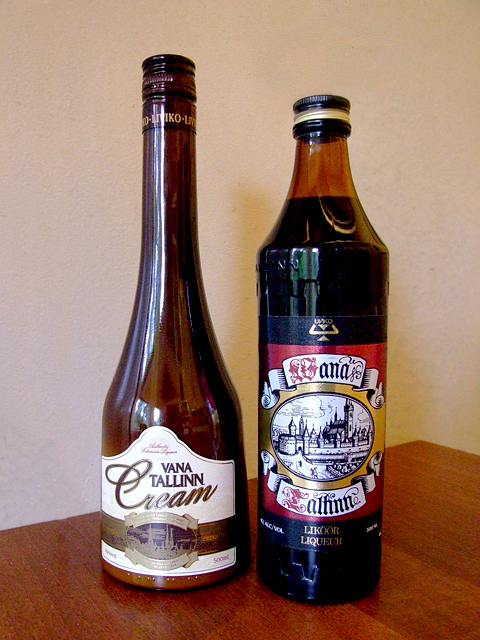
Vana Tallinn

Vana Tallinn (estoniano para Velha Tallinn) é um licor produzido pela companhia estoniana Liviko. Está disponível nas variedades de 40%, 45% e 50% (80, 90 e 100 de teor alcoólico respectivamente), bem como em 16% (32 de teor) no creme de licor (Vana Tallinn Kooreliköör). O licor é doce com um leve sabor de rum, aromatizado por várias especiarias naturais, que inclui o óleo cítrico, canela e baunilha.
O Vana Tallinn é amplamente encontrado em todos os países bálticos (Estônia, Letônia e Lituânia).
A doçura e o aroma disfarçam o alto teor alcoólico que ele contém tornando-o potencialmente perigoso, especialmente em um cocktail chamado de "foice e martelo", onde ele é misturado com o champagne russo. A bebida recebe esse nome porque segundo uma lenda local, ela atinge a cabeça de quem a bebe e corta-lhe as pernas. Ela é feita com uma parte de Vana Tallinn e quatro partes de espumante ou champagne.
O Vana Tallinn normal também pode ser misturado com soda ou leite para se fazer algo semelhante à versão creme de licor.